# 리나 소퍼
리나 소퍼(Rena Sofer, 1968년 11월 2일~)는 미국의 배우이다.

## 출연 작품
- 블라인드 저스티스(Blind Justice)
- 코우플링(Coupling)
- 멜로즈 플레이스(Melrose Place)
- 저스트 슛 미(Just Shoot Me)
- 에드(Ed)
- 제너럴 호스피톨(General Hospital)